# Pays des feuillardiers

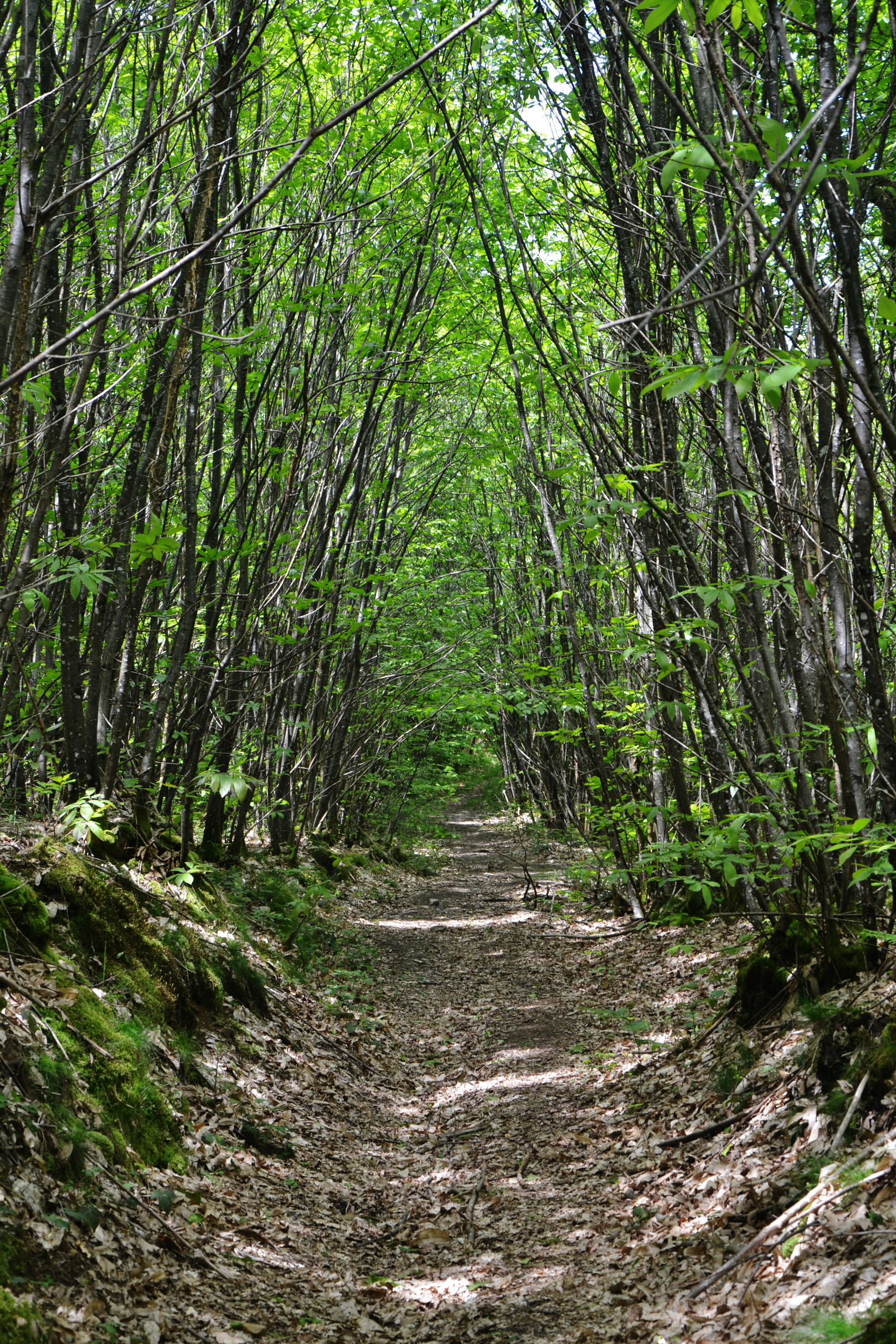
Un taillis de châtaigniers près de Bussière-Galant.

Le pays des feuillardiers est une région touristique située dans le département de la Haute-Vienne et qui doit son appellation à l'exploitation des taillis de la châtaigneraie locale par les feuillardiers, fabricants de feuillards – tiges souples servant à cercler les barriques.

## Localisation et extension
Intégralement situé dans le parc naturel régional Périgord Limousin, le pays des Feuillardiers est situé sur les cantons de Châlus, Saint-Mathieu, Oradour-sur-Vayres et Saint-Laurent-sur-Gorre.
Il inclut les communes de Bussière-Galant, Les Cars, Châlus, Champagnac-la-Rivière, Champsac, La Chapelle-Montbrandeix, Chéronnac, Cussac, Dournazac, Flavignac, Lavignac, Maisonnais-sur-Tardoire, Marval, Oradour-sur-Vayres, Pageas, Pensol, Saint-Bazile, Saint-Mathieu, Saint-Nicolas-Courbefy, Les Salles-Lavauguyon et Vayres.
Il est bordé à l'est par le pays Arédien, au nord par la vallée de la Vienne, à l'ouest par le département de la Charente et le pays de Charente limousine et au sud par le département de la Dordogne et le pays du Périgord vert.
En 2003, 10 communes se sont regroupées pour former la communauté de communes Bandiat Tardoire Avenir, devenue en 2012 la communauté de communes des Feuillardiers : Champagnac-la-Rivière, Champsac, La Chapelle-Montbrandeix, Cussac, Oradour/Vayres, Maisonnais-sur-Tardoire, Marval, Pensol, Saint-Bazile et Saint-Mathieu.

## Origine du nom

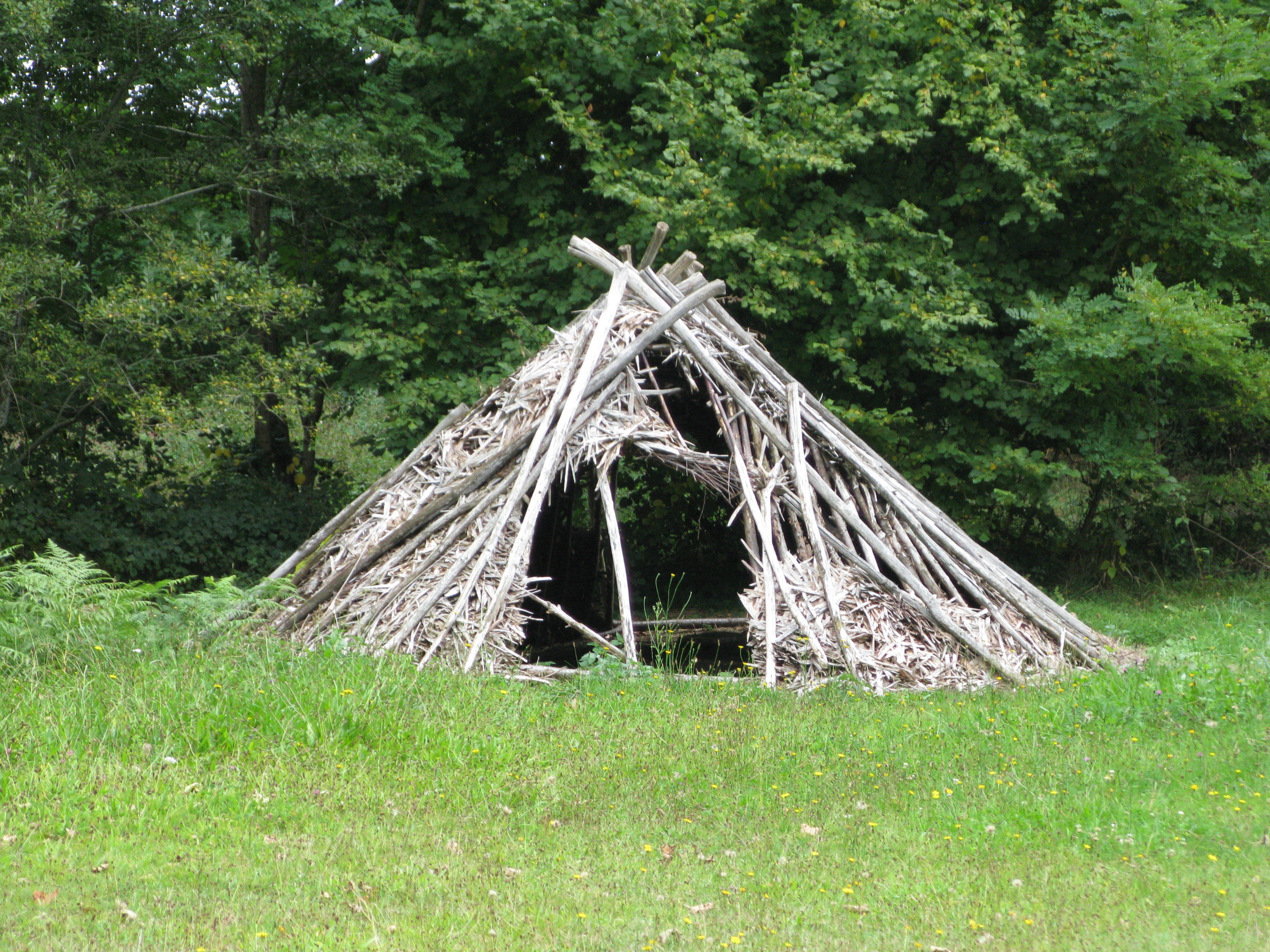
Une loge (ou cabane), lieu de travail temporaire du feuillardier

Son nom renvoie aux feuillardiers, anciens travailleurs du bois fabriquant, à partir du châtaignier, très répandu dans la région, des feuillards – tiges souples servant à cercler les barriques ou à fabriquer des paniers à crustacés. Le travail se faisait dans une cabane végétale ouverte aux deux bouts.
Le métier de Feuillardiers est apparu dans le Limousin vers les années 1850 lorsque les forges utilisant le charbon de châtaignier ont périclité. La période la plus faste de la profession a été entre 1880 et 1930.

## Festivités annuelles
Le pays des Feuillardiers anime le dernier week-end de juillet dans tout le sud de la Haute-Vienne avec les fêtes de la Saint Christophe, qui se tiennent à Oradour-sur-Vayres pendant 4 jours et 4 nuits, attirent jusqu'à 80 000 visiteurs.

## Infrastructures touristiques
- Vélorail de Bussière-Galant à Châlus

- Voie verte des Hauts de Tardoire

- Petit chemin de fer des Ribières

## Compléments